# Kókaku japán császár
Kókaku császár (1771. szeptember 23. – 1840. december 11.) a tradicionális öröklődési sorrend szerint Japán 119. császára. 1780. december 16-tól 1817. május 5-ig uralkodott, fia javára lemondott. Lemondása után egészen haláláig (1840) Daidzsó Tennóként (太上天皇, lemondott császár), Jókóként (上皇) uralkodott.

## Jelentős események Kókaku életében
Uralmának elején éhínség sanyargatta a japán népet. A helyzetre adott válaszát a nép örömmel fogadta, ez pedig segített aláásni a sógun fennhatóságát. Ezután jöttek a Kansei Reformok, melyek gyógyírként szolgáltak volna a 18. századbeli problémákra, de sikert csak részben hozott.
Élete során egy felesége, hat ágyasa és 16 gyermeke volt. Csak egy fia érte meg a felnőttkort, aki később a következő császár lett. Kókaku az egyenesági őse az összes őt követő japán császárnak egészen a mostani uralkodóig, Naruhitóig.

## Élete

### Császárság előtt
A Krizantém trónra való lépés előtt személyneve (imina) Morohito (師仁) volt. Kanin Szukehito (閑院宮典仁, 1733-1794) császári herceg hatodik fiaként látta meg a napvilágot. Mivelhogy fiatalabbik fiúként született eredetileg a Shugoin templom papjának szánták. A helyzet 1779-ben azonban megváltozott, mert a fiú gyermek nélküli Go Momozono császár haldoklott. Annak érdekében, hogy elkerüljék a dinasztikus interregnumot, az előző császár, Go Szakuramacsi és a császár főtanácsosa bátorították Go Momozonót, hogy gyorsan fogadja örökbe Morohito herceget. Go Momozono 1779. december 16-án halt meg. Egy évvel később a mindössze nyolc éves Morohito elfoglalta a trónt mint Kókaku császár.

### Uralkodásának ideje
Uralkodásának ideje alatt Kókaku megkísérelte visszaállítani a császári fennhatóságot a sógunnal és a bakufuval szemben. A nagy tenmei éhínség idején bele is kezdett ebbe, sikerült korlátoznia a bakufu hatékonyságát és az alattvalók figyelmét a császári házra terelte. Aktívan bekapcsolódott a külügybe is. Naprakész információi voltak az oroszokkal és a külföldi árfolyamokkal kapcsolatban is. Az új császár trónra ülésével megkezdődött a Tenmei korszak. Uralkodásának első évében újjáélesztette az Ivasimizu és a Kamono szentélyek által elvégzett szertartásokat, valamint a régi császári udvar fogalmát is.

### Kugjó
Kugjó (公卿) azon kevés befolyásos emberek gyűjtő terminusa akik a császári udvarhoz kötődtek a Meidzsi előtti korszakokban. Még akkor is amikor az udvar hatalma a palota falain kívül minimális volt, a hierarchikus rendszer megmaradt.
Általában ez az elit csoport 3-4 emberből állt. Ezek a személyek udvaroncok voltak, akiknek tapasztalata és háttere meghozta karrierük csúcspontját. Kókaku ideje alatt a Daidzsókan ezen elitjei:
- Szessó, Kudzsó Naozane, 1779–1785
- Kampaku, Kudzsó Naozane, 1785–1787
- Kampaku, Takacukasa Szukehira, 1787–1791
- Kampaku, Icsidzsó Terujosi, 1791–1795
- Kampaku, Takacukasza Maszahiro, 1795–1814
- Kampaku, Icsidzsó Tadajosi, 1814–1823
- Szadaidzsin
- Udaidzsin
- Naidaidzsin
- Dainagon

### Felesége
- Josiko hercegnő (欣子内親王; Hepburn: Yoshiko-naishinnō?)

Josiko 1779-ben született Go Momozono japán császár egyetlen gyermekeként. Formálisan tizenöt évesen lett császárné, miután kezét Kókakunak ígérték. A párnak két fiú gyermeke született, de egyik sem érte meg a felnőttkort. Később Ninkó japán császár édesanyja lett. Miután Kókaku császár lemondott, Josiko megkapta az özvegy császárné címet. Miután férje meghalt, buddhista apáca lett, nevét Sin Szeiva Inre (新清和院; Hepburn: Shin-seiwa-in) változtatta. 5 évvel később, 67 évesen meghalt.

## Kókaku uralkodásának korszakai
Kókaku uralmának évei több korszaknevet vagy nengót.
- An'ei (1772–1781.)
- Tenmei (1781–1789.)
- Kanszei (1789–1801.)
- Kjóva (1801–1804.)
- Bunka (1804–1818.)